# Краснотуранськ
Краснотуранськ (рос. Краснотуранск, хак. Ағбан тура) — село в Росії, у Красноярському краї, адміністративний центр Краснотуранського району. Населення - 5478 осіб.

## Географія
Село розташоване на правому березі Красноярського водосховища. Відстань до найближчої залізничної станції (Мінусінськ) - 97 км. Краснотуранськ, як і весь Красноярський край, використовує Красноярський час, що відрізняється від московського на 4 години (MSK + 4).

## Історія
Село Краснотуранськ - розташоване на березі Сидинської затоки. Раніше воно називалося Абаканським і знаходилося на березі річки Єнісей. Село було великим ремісничим центром і славилося ярмарками. У 1933 році його перейменували, взявши за основу назву гір Туран і Красна (Червона), між якими він розташовувався
В кінці XVII - початку XVIII століття в цих місцях жили єнісейські киргизи, койбали, байкотовці та інші етнічні групи Тубінського улусу. Російські козаки стали заселяти тутешню територію в першій чверті XVII століття, а в 1697 році було заплановано будівництво острога в гирлі річки Абакан для захисту від набігів кочівників.
Абаканский острог «за каменем Туран в центрі Киргизької земельки» був побудований в 1707 році за указом Петра I. Служилі люди досягли гирла річки Абакан, але порадившись між собою, вирішили ставити острог нижче по Єнісею.
Звели Абаканський острог (нинішній с. Краснотуранськ) за 15 днів, і воєвода Ілля Цицурін заслухав присягу російському государеві 20 хакаських улусів про прийняття російського підданства. Так, в Абаканському острозі розмістилася управительна контора - основне місце управлінню хакасами, що жили в Мінусінській улоговині.
До XIX століття в острозі селилися сибірські старожили (чалдони), а в кінці XIX століття стали перебиратися переселенці з європейської частини Росії. 
З 1962 року багато сіл району, в тому числі і районний центр, в зв'язку з будівництвом Красноярської ГЕС перенесені на нові місця.